# Колонизация на Марс
Колонизацията на Марс представлява част от научнофантастичен сюжет, при който хора могат да бъдат заселени на планетата и да създадат постоянни или временни жилищни обекти. Мнозина считат, че колонизацията на Марс представлява неизбежна стъпка в бъдещето, когато ресурсите на Земята ще бъдат силно ограничени. Това предполага подробното изучаване на Червената планета, което я поставя в центъра на вниманието на редица научни организации като НАСА, ЕКА и Роскосмос.

## Прилики със Земята
Земята има много прилики с Марс:
- Марсианският ден е много близък по продължителност до земния и е равен на 24 часа 39 минути 35,244 секунди.
- Територията на Марс е около 28,4% от земната. Като се има предвид, че сушата на Земята е 29,2% от цялата повърхност на планетата, разликата с Марсианската суша е малка. Марсианския радиус е наполовината на земния, а масата му е само 1/10 от земната. Това означава, че Червената планета има по-малък обем (около 15% от земния) и по-малка средна плътност.
- Марс има наклон на оста 25,19°, което е близко до земния наклон на оста от 23,44°. В резултат на Марс има сезони подобни на земните, но с два пъти по-голяма продължителност. Северния полюс на Марс сочи към съзвездието Лебед.
- Марс има атмосфера, която е много тънка (само 0,7% от Земната атмосфера), но осигурява известна защита от слънчева и космическа радиация и успешно е използвана за спускане на космически сонди на планетата.
- Последните наблюдения от космическите апарати Марс Експлорейшън Роувър, Марс Експрес и Финикс потвърждават налчието на вода под формата на лед. Изглежда, че Марс има всички нужни елементи в значителни количества за поддържането на база на планетата.[1]

## Разлики със Земята
Притеглянето на Марс е само 1/3 от земното притегляне. Не се знае дали това е достатъчно, за да предотврати здравословните проблеми свързани с безтегловността.
- Температурите на Марс са много по-ниски от земните. Средната повърхностна температура е -63°C и спада до -140°. Най-ниската земна температура е −89.2 °C и е измерена на Антарктида.
- Няма постоянни водни басейни на планетата.
- Понеже Марс е по-отделечен от Слънцето, слънчевата енергия достигаща до горната му атмосфера е два пъти по-малка от тази достигаща земната горна атмосфера. Обаче заради тънката атмосфера много по-голямо количество енергия достига до марсианската повърхност.
- Марсианската орбита е с много по-голям ексцентрицитет, което увеличава вариациите в температурата.
- Марсианското атмосферно налягане е само ~6 mbar и в това си състояние е много под границата на Армстронг от 61,8 mbar, под която оцеляването на хора без скафандри е невъзможно. След като тераформирането на Марс не може да се очаква в близко бъдеще, ще се налага конструирането на херметизирани сгради близки до космическите кораби, за да поддържат за хората достатъчно високо налягане.
- Марсианската атмосфера е съставена основно от въглероден диоксид. Заради това дори и с редуцирано атмосферно налягане, парциалното налягане на CO2 е 52 пъти по-голямо от земното. Атмосферата съдържа и значително количество въглероден оксид.
- Червената планета има много слаба магнитосфера и затова отклонява много слабо слънчевите ветрове.